# Моррелгандж
Моррелгандж (бенг. মোড়লগঞ্জ, англ. Morrelganj) — город на юго-западе Бангладеш, административный центр одноимённого подокруга. Площадь города равна 15,36 км². По данным переписи 2001 года, в городе проживало 22 136 человек, из которых мужчины составляли 51,76 %, женщины — соответственно 48,24 %. Плотность населения равнялась 1441 чел. на 1 км².